# Bebet Murat
Bebet Murat (uigurisch بەبەت مۇرات, chinesisch 拜拜提·木拉提, * 25. November 1999) ist ein chinesischer Fußballspieler uigurischer Abstammung.

## Karriere
Murat begann seine Karriere 2018 beim chinesischen Verein Xinjiang Tianshan Leopard. Während seiner Zeit bei diesem Verein absolvierte er insgesamt 47 Ligaspiele, in denen er keine Tore erzielte.